# Facundo Alfredo Castro
Facundo Alfredo Castro (San Miguel del Monte, 28 de febrero de 1996) es un futbolista argentino. Juega como delantero y su primer equipo fue Racing. Actualmente se encuentra en el Club Atlético Colón de la Primera Nacional de Argentina.

## Trayectoria
Debutó en 2014 en una derrota por 4 a 0 ante Tigre, reemplazando a Diego Milito. Su segundo partido lo jugó con Atlético Rafaela, en el que Racing también perdió por 2 a 0. A pesar de haber jugado sólo esos dos partidos se consagró campeón con La Academia. En el torneo de Reserva salió subcampeón por detrás de Rosario Central, siendo el goleador del equipo con 11 tantos en 15 partidos.
El 29 de junio de 2015 firmó para Unión de Santa Fe un préstamo por el plazo de un año y con opción de compra por dos millones de dólares, solamente jugó 3 partidos sin anotar goles.
En enero de 2016 es cedido a Santamarina de Tandil, ya que Facundo Sava le comunicó que no lo tendría en cuenta en Racing. En el equipo tandilense fue resistido por la gente y logró anotar sus primeros goles como profesional, fueron en total 5 en 47 partidos.
A mediados de 2018, tras no tener lugar en Racing después del préstamo en All Boys (club en el que anotó 4 goles en 20 partidos), fichó por Barracas Central, donde se consagró campeón de la Primera B Metropolitana y fue clave al convertir 14 goles a lo largo de la temporada.

## Estadísticas
- Actualizado al 14 de junio de 2025

| Club                       | Div.                | Temporada           | Liga  | Liga  | Copa nacional | Copa nacional | Copa internacional | Copa internacional | Total | Total |
| Club                       | Div.                | Temporada           | Part. | Goles | Part.         | Goles         | Part.              | Goles              | Part. | Goles |
| -------------------------- | ------------------- | ------------------- | ----- | ----- | ------------- | ------------- | ------------------ | ------------------ | ----- | ----- |
| Racing Argentina           | 1.ª                 | 2014                | 2     | 0     | —             | —             | —                  | —                  | 2     | 0     |
| Racing Argentina           | 1.ª                 | 2015                | 5     | 0     | —             | —             | —                  | —                  | 5     | 0     |
| Racing Argentina           | Total               | Total               | 7     | 0     | 0             | 0             | 0                  | 0                  | 7     | 0     |
| Unión Argentina            | 1.ª                 | 2015                | 2     | 0     | 1             | 0             | —                  | —                  | 3     | 0     |
| Unión Argentina            | Total               | Total               | 2     | 0     | 1             | 0             | 0                  | 0                  | 3     | 0     |
| Santamarina Argentina      | 2.ª                 | 2016                | 17    | 2     | —             | —             | —                  | —                  | 17    | 2     |
| Santamarina Argentina      | 2.ª                 | 2016/17             | 28    | 3     | 2             | 0             | —                  | —                  | 30    | 3     |
| Santamarina Argentina      | Total               | Total               | 45    | 5     | 2             | 0             | 0                  | 0                  | 47    | 5     |
| All Boys Argentina         | 2.ª                 | 2017/18             | 20    | 4     | —             | —             | —                  | —                  | 20    | 4     |
| All Boys Argentina         | Total               | Total               | 20    | 4     | 0             | 0             | 0                  | 0                  | 20    | 4     |
| Barracas Central Argentina | 3.ª                 | 2018/19             | 33    | 14    | 1             | 0             | —                  | —                  | 34    | 14    |
| Barracas Central Argentina | 2.ª                 | 2019/20             | 7     | 3     | —             | —             | —                  | —                  | 7     | 3     |
| Barracas Central Argentina | 1.ª                 | 2022                | 11    | 0     | 13            | 1             | —                  | —                  | 24    | 1     |
| Barracas Central Argentina | Total               | Total               | 51    | 17    | 14            | 1             | 0                  | 0                  | 65    | 18    |
| Cobresal · Chile           | 1.ª                 | 2020                | 12    | 0     | —             | —             | —                  | —                  | 12    | 0     |
| Cobresal · Chile           | Total               | Total               | 12    | 0     | 0             | 0             | 0                  | 0                  | 12    | 0     |
| Deportes Temuco · Chile    | 2.ª                 | 2021                | 26    | 1     | 5             | 2             | —                  | —                  | 31    | 3     |
| Deportes Temuco · Chile    | Total               | Total               | 26    | 1     | 5             | 2             | 0                  | 0                  | 31    | 3     |
| Quilmes Argentina          | 2.ª                 | 2023                | 28    | 4     | —             | —             | —                  | —                  | 28    | 4     |
| Quilmes Argentina          | Total               | Total               | 28    | 4     | 0             | 0             | 0                  | 0                  | 28    | 4     |
| Nueva Chicago Argentina    | 2.ª                 | 2024                | 40    | 13    | —             | —             | —                  | —                  | 40    | 13    |
| Nueva Chicago Argentina    | Total               | Total               | 40    | 13    | 0             | 0             | 0                  | 0                  | 40    | 13    |
| FBC Melgar · Perú          | 1.ª                 | 2025                | 11    | 5     | —             | —             | 6                  | 1                  | 17    | 6     |
| FBC Melgar · Perú          | Total               | Total               | 11    | 5     | 0             | 0             | 6                  | 1                  | 17    | 6     |
| Colón Argentina            | 2.ª                 | 2025                | 1     | 1     | —             | —             | —                  | —                  | 1     | 1     |
| Colón Argentina            | Total               | Total               | 1     | 1     | 0             | 0             | 0                  | 0                  | 1     | 1     |
| Total en su carrera        | Total en su carrera | Total en su carrera | 243   | 50    | 22            | 3             | 6                  | 1                  | 271   | 54    |

## Palmarés

### Campeonatos nacionales
| Título                  | Club             | País      | Año  |
| ----------------------- | ---------------- | --------- | ---- |
| Primera División        | Racing           | Argentina | 2014 |
| Primera B Metropolitana | Barracas Central | Argentina | 2019 |

### Distinciones individuales
| Distinción                                | Año  |
| ----------------------------------------- | ---- |
| Goleador del Torneo de Reserva (11 goles) | 2014 |